# 세이시촌
세이시촌(政始村)은 나라현 북동부, 우다군에 있던 촌이다. 현재의 우다시의 일부에 해당한다.

## 역사
- 1889년 4월 1일 - 정촌제 시행에 의해 우다군 세이시촌이 성립하였다.
- 1942년 2월 11일 - 마쓰야마정, 간베촌, 요시노군 가미류몬촌과 신설합병해 오우다정이 성립하여, 동일 세이시촌은 소멸하였다.